# اتابکان اربل

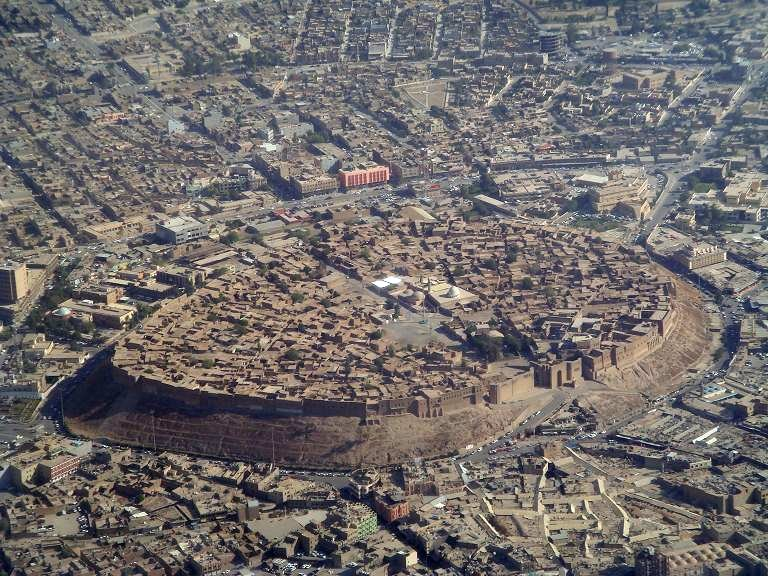
محل اقامت اتابکان اربل

اتابکان اربل. یا امرای بکتکینی، نام سلسله‌ای از امیران محلی است که از ۵۳۹ تا ۶۳۰ قمری در ناحیه‌ای از بین‌النهرین به مرکزیت اربیل حکومت می‌کردند.
در سال ۵۳۹ ق. عمادالدین زنگی یکی از سران لشکری ترک خود را که زین الدین علی کوچک بن بکتکین نام داشت به نیابت حکومت موصل فرستاد و در ۵۴۴ ق. سنجار و کمی بعد حران و تکریت و اربل و غیره را نیز ضمیمه ٔ حوزه ٔ حکومتی او کرد. چون زین الدین ۵۶۳ ق. در اربل وفات کرد پسر ارشدش مظفرالدین کوکبوری به حران گریخت و اربل به پسر صغیرش زین الدین یوسف رسید و امیر مجاهدالدین قایماز از این طفل قیمومت می‌کرد. یوسف در سال ۵۸۶ هَ. ق. بمرد و صلاح الدین ایوبی که در این تاریخ بر جزیره و شام استیلای کلی داشت مظفرالدین کوکبوری را به عنوان برادرخوانده به حکومت اربل و شهرزور فرستاد ولی قلمرو اصلی کوکبوری یعنی حران و رها و سمیساط را به برادرزاده ٔ خود تقی الدین عمر واگذاشت. کوکبوری در سال ۶۳۰ ق. بمرد و چون فرزندی نداشت اربل را خلیفه ٔ عباسی به تصرف خود گرفت. ممالک این سلسله را ابتدا بنی عباس و سپس مغول تصرف کردند.

## منبع
- لغت‌نامه دهخدا-اتابکان اربل

رجوع به طبقات سلاطین اسلام ص. ۱۴۷-۱۴۸ شود.